# 二戸駅

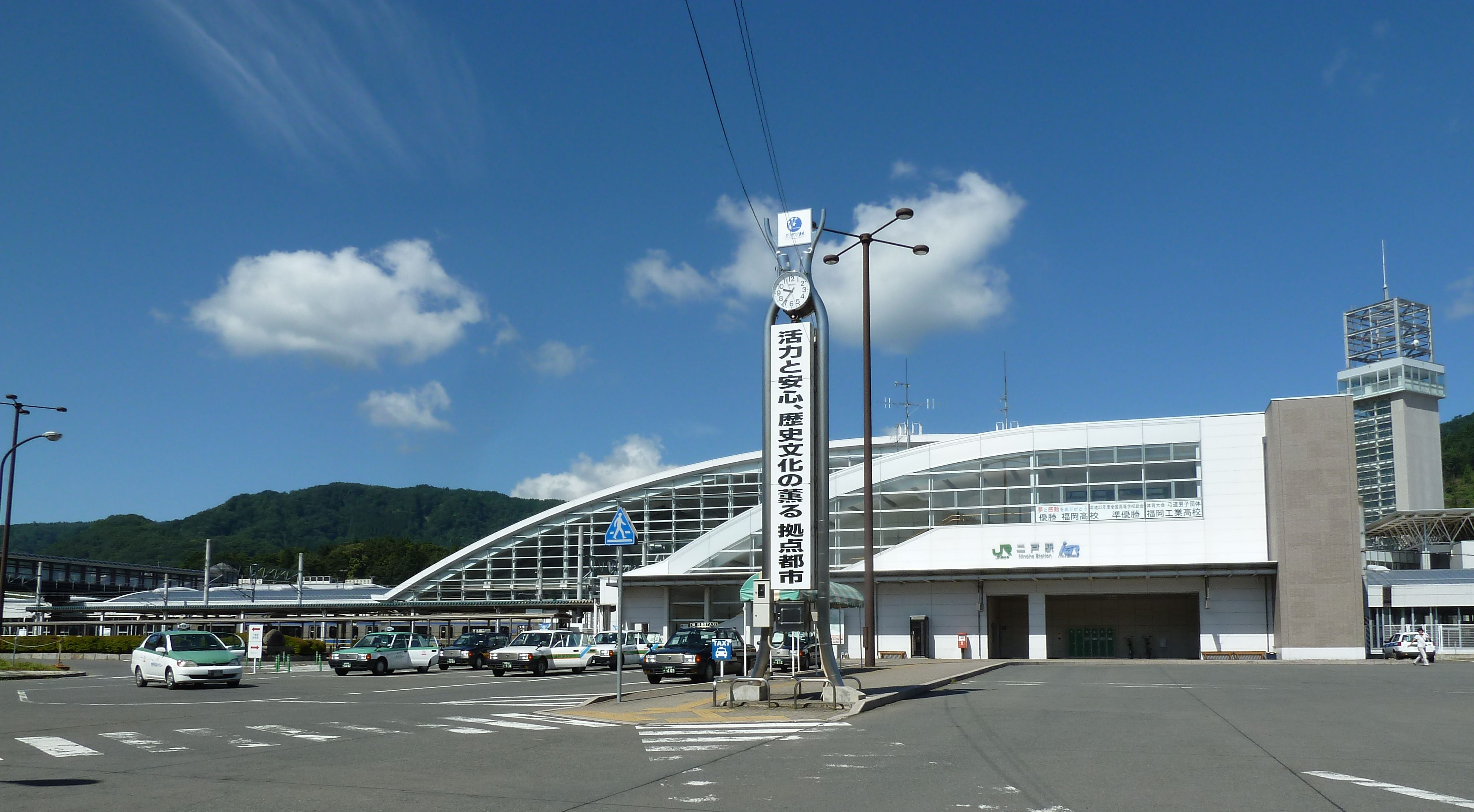
東口（2011年8月）

二戸駅（にのへえき）は、岩手県二戸市石切所（いしきりどころ）にある、東日本旅客鉄道（JR東日本）・IGRいわて銀河鉄道の駅である。
JR東日本の東北新幹線と、東北新幹線延伸に伴い並行在来線であった東北本線を経営移管したIGRいわて銀河鉄道のいわて銀河鉄道線が乗り入れ、接続駅となっている。かつては東北本線の単独駅であった。

## 歴史
- 1891年（明治24年）12月20日：日本鉄道の福岡駅（ふくおかえき）として開業[1]。
- 1906年（明治39年）11月1日：日本鉄道が国有化[1]。官設鉄道の駅となる。
- 1921年（大正10年）6月1日：北福岡駅（きたふくおかえき）に改称[1]。
- 1970年（昭和45年）：駅前地下道が開通[新聞 1]。
- 1975年（昭和50年）1月7日：「みどりの窓口」を設置。
- 1984年（昭和59年）2月1日：貨物の扱いを廃止[1]。
- 1986年（昭和61年）11月1日：荷物の扱いを廃止[1]。
- 1987年（昭和62年）
  - 2月1日：二戸駅に改称[2]。
  - 4月1日：国鉄分割民営化に伴い、JR東日本の駅となる[1]。
- 1993年（平成5年）12月1日：駅員当直を廃止し、夜間時間帯は駅員が不在となる[新聞 2][新聞 3]。駅舎内に駅員不在の夜間帯のみ営業する「二戸市宿泊案内所」を設置する[新聞 2][新聞 3]。
- 2001年（平成13年）10月：在来線駅舎の改築に着手[新聞 4]。
- 2002年（平成14年）
  - 10月5日：在来線の改築駅舎が完成し、東西自由通路が供用開始[新聞 5]。
  - 12月1日：東北新幹線が八戸まで延伸開業[3]。JR駅は東北新幹線の駅となり、在来線はIGRいわて銀河鉄道に転換となると同時に、いわて銀河鉄道線の駅となる[3]。
- 2008年（平成20年）12月1日：「二戸駅旅行センター」が「びゅうプラザ二戸駅」に格上げ[新聞 6]。
- 2014年（平成26年）2月28日：びゅうプラザ二戸駅が閉鎖。
- 2020年（令和2年）3月14日：新幹線eチケットサービスを開始[報道 1]。
- 2021年（令和3年）3月13日：タッチでGo!新幹線のサービスを開始[報道 2][注 1]。
- 2022年（令和4年）2月21日：土地区画整理事業により駅前地下道を閉鎖[新聞 1]。
- 2024年（令和6年）10月1日：JR東日本（東北新幹線）でえきねっとQチケのサービスを開始[4][報道 3]。

## 駅構造
両社とも二戸市設置の東西自由通路に接続する橋上駅舎を有し、隣り合って並んでいる。

### JR東日本
相対式ホーム2面2線を有する地上駅。通過線がないため、ホームドアがある。ホームはスノーシェルターで覆われている。東京駅発着の「はやぶさ」が10往復、仙台駅発着の「はやぶさ」が1往復、盛岡駅発着の「はやて」が1往復停車する。
盛岡営業統括センター傘下の直営駅で、駅長・助役が配置されている。管理駅でもあるが、自駅のみの単駅管理となっている。ホームの運転扱いは時間帯により、当務駅長（当直助役）または輸送担当社員が番線の区別なく担当する。
国鉄時代の事務管コードは、▲211039を使用しており、現在も東北新幹線二戸駅の事務管コードとして使用している。なお、東北本線経営移管に伴い、IGR線側は別の事務管コードが使用されている。
みどりの窓口、指定席券売機、自動改札機（新幹線eチケットサービス、タッチでGo!新幹線、えきねっとQチケ対応）、NewDaysがある。以前は、そば屋（NRE）、びゅうプラザもあったが、前者は2006年（平成18年）ごろに、後者は2014年（平成26年）にそれぞれ閉店した。

#### のりば

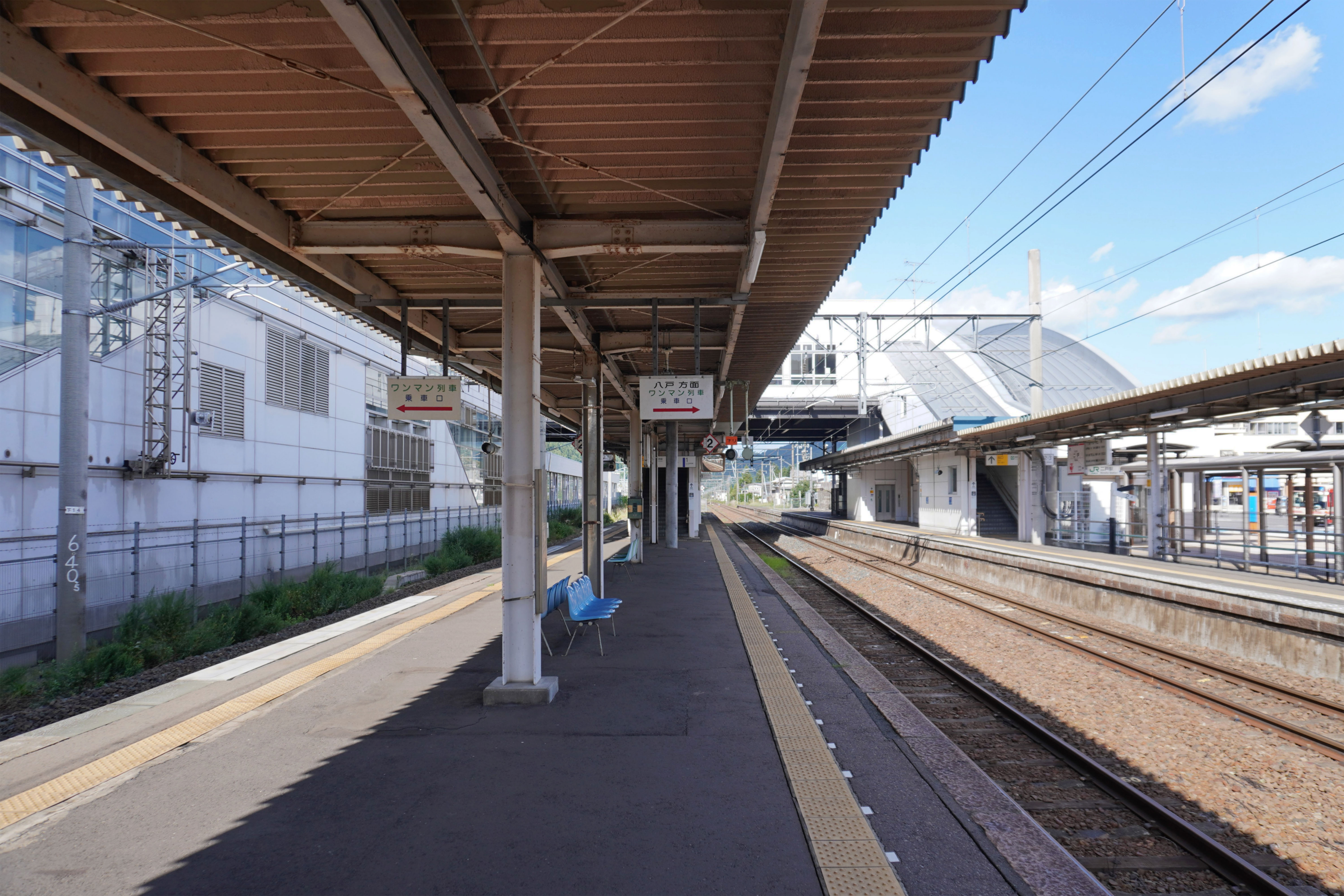
ホーム（2023年9月）

| 番線 | 路線               | 方向 | 行先                   |
| ---- | ------------------ | ---- | ---------------------- |
| 1    | 東北新幹線         | 上り | 盛岡・仙台・東京方面   |
| 2    | 東北・北海道新幹線 | 下り | 新青森・新函館北斗方面 |

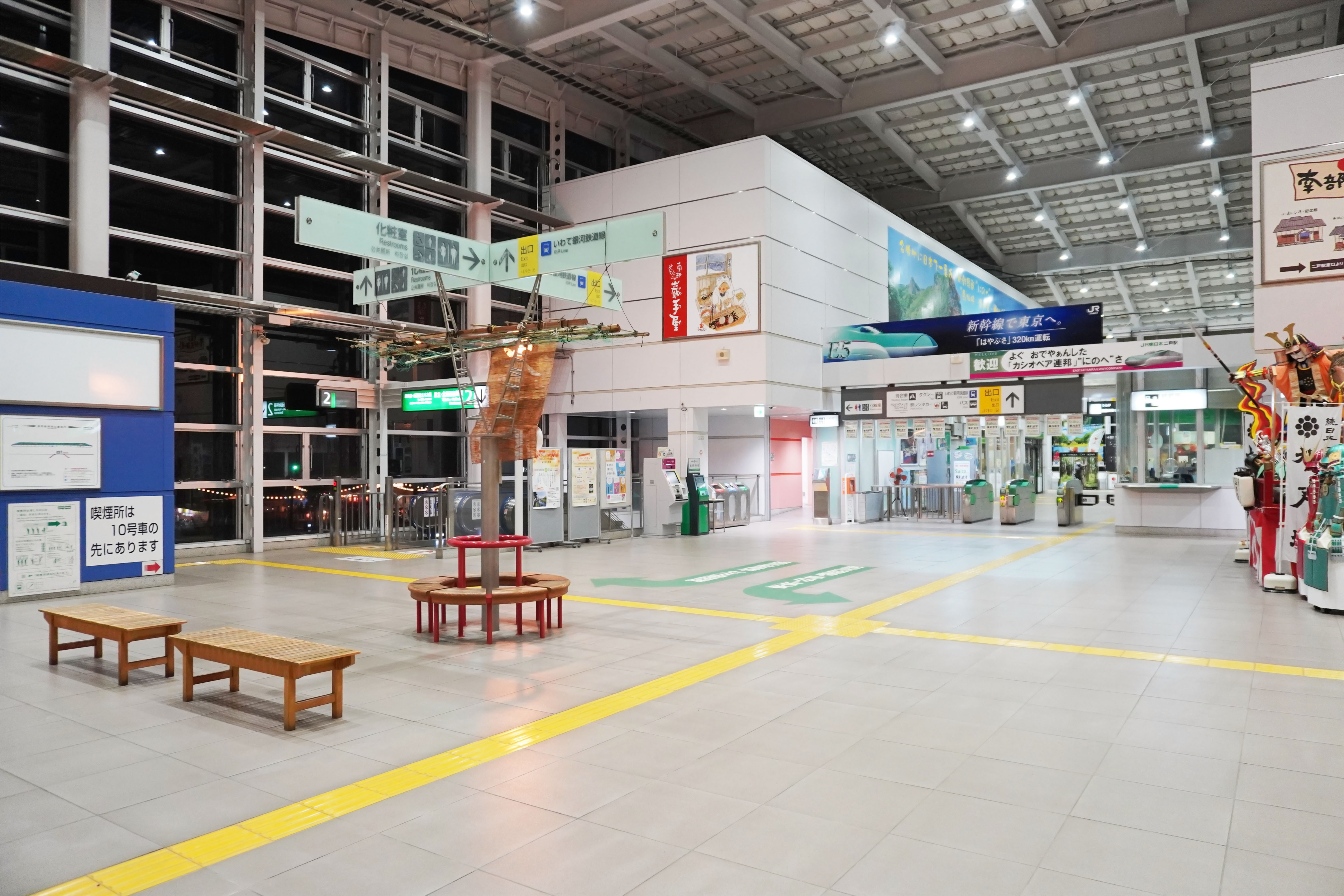
コンコース（2023年9月）
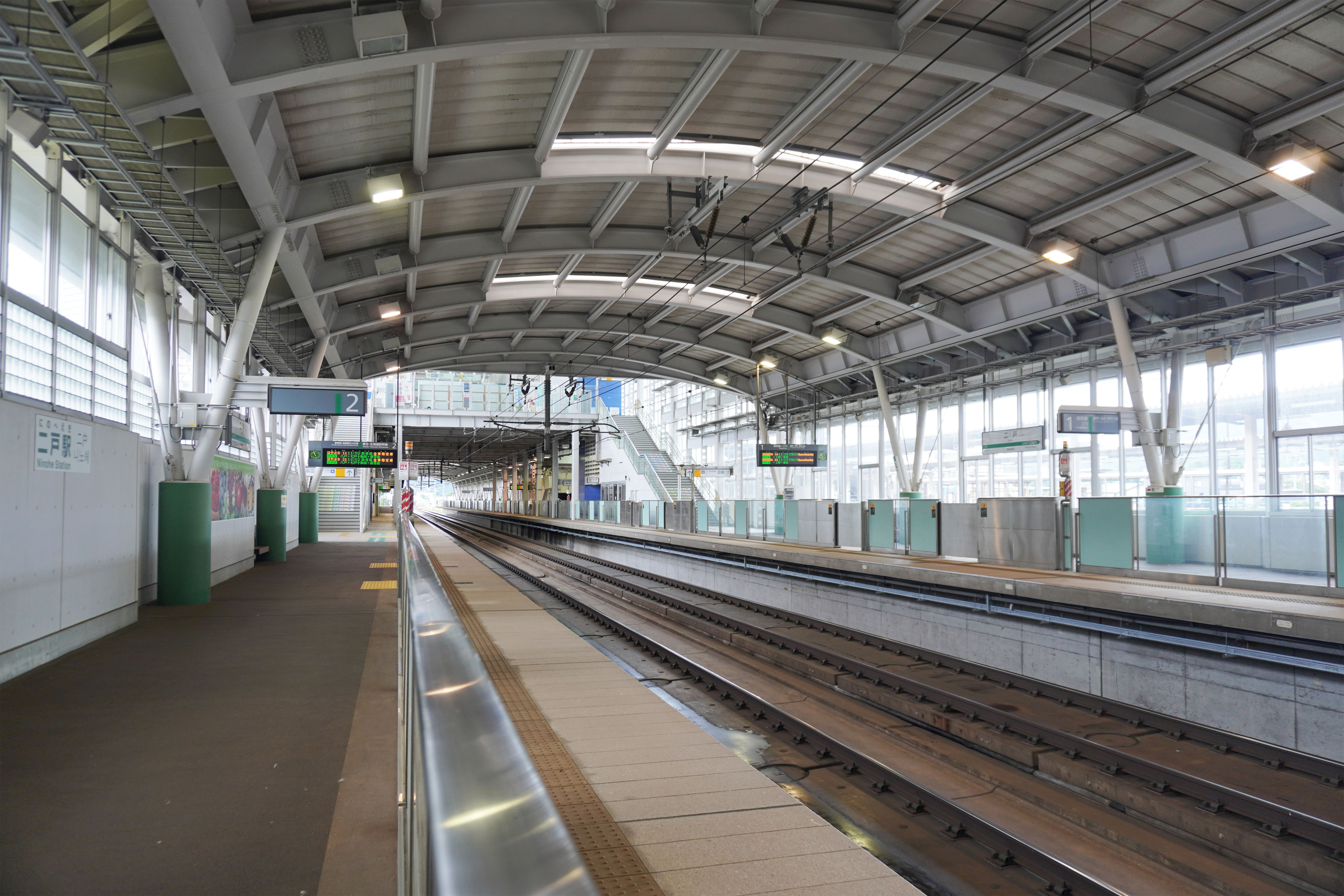
ホーム（2024年9月）

### IGRいわて銀河鉄道
単式ホーム1面1線と島式ホーム1面2線、合計2面3線のホームを持つ地上駅である。
直営駅（駅長配置）である。管理駅として、奥中山高原駅 - 金田一温泉駅間の各駅を管理している。
出札窓口、改札口、自動券売機、待合室がある。待合室内には二戸駅宿泊案内所が設置されている。駅スタンプは待合室内に設置され、当駅と斗米駅のスタンプの2種類がある。
なお、当駅西口に所在する「なにゃーと物産センター」内のレストランは、2021年（令和3年）5月より、「銀河ダイニングへのへの」として、IGRで運営されている。

#### のりば
| 番線 | 路線               | 方向                     | 行先                     |
| ---- | ------------------ | ------------------------ | ------------------------ |
| 1    | ■ いわて銀河鉄道線 | 上り                     | 盛岡方面                 |
| 2    | ■ いわて銀河鉄道線 | （上下ともに一部の列車） | （上下ともに一部の列車） |
| 3    | ■ いわて銀河鉄道線 | 下り                     | 八戸方面                 |

- ホーム（2023年9月）

## 駅弁
当駅西口に所在する「なにゃーと物産センター」で販売している駅弁は下記の通り。
- 岩手短角和牛しぐれ煮弁当（おふくろ亭）

ただし、JTB時刻表 2025年3月号には二戸駅の駅弁の掲載は無い。

## 利用状況

### JR東日本
JR東日本によると、2023年度（令和5年度）の1日平均乗車人員は708人である。
2000年度（平成12年度）以降の推移は以下のとおりである。なお、2000年度（平成12年度）- 2002年度（平成14年度）については、在来線時代のものとして算出している。また、2012年度（平成24年度）以降の括弧内の統計値は「各駅の乗車人員」のものである。
| 1日平均乗車人員推移（JR東日本） | 1日平均乗車人員推移（JR東日本） | 1日平均乗車人員推移（JR東日本） | 1日平均乗車人員推移（JR東日本） | 1日平均乗車人員推移（JR東日本） | 1日平均乗車人員推移（JR東日本） |
| 年度                            | 定期外                          | 定期                            | 合計                            | 前年度比                        | 出典                            |
| ------------------------------- | ------------------------------- | ------------------------------- | ------------------------------- | ------------------------------- | ------------------------------- |
| 2000年（平成12年）              |                                 |                                 | 902                             |                                 | [ JR 1 ]                        |
| 2001年（平成13年）              |                                 |                                 | 906                             |                                 | [ JR 2 ]                        |
| 2002年（平成14年）              |                                 |                                 | 741                             |                                 | [ JR 3 ]                        |
| 2003年（平成15年）              |                                 |                                 | 570                             |                                 | [ JR 4 ]                        |
| 2004年（平成16年）              |                                 |                                 | 675                             |                                 | [ JR 5 ]                        |
| 2005年（平成17年）              |                                 |                                 | 709                             |                                 | [ JR 6 ]                        |
| 2006年（平成18年）              |                                 |                                 | 760                             |                                 | [ JR 7 ]                        |
| 2007年（平成19年）              |                                 |                                 | 772                             |                                 | [ JR 8 ]                        |
| 2008年（平成20年）              |                                 |                                 | 774                             |                                 | [ JR 9 ]                        |
| 2009年（平成21年）              |                                 |                                 | 739                             |                                 | [ JR 10 ]                       |
| 2010年（平成22年）              |                                 |                                 | 741                             |                                 | [ JR 11 ]                       |
| 2011年（平成23年）              |                                 |                                 | 685                             |                                 | [ JR 12 ]                       |
| 2012年（平成24年）              | 441 (436)                       | 322 (322)                       | 764 (759)                       |                                 | [ JR 13 ] [ 新幹線 2 ]          |
| 2013年（平成25年）              | 452 (454)                       | 335 (335)                       | 788 (790)                       |                                 | [ JR 14 ] [ 新幹線 3 ]          |
| 2014年（平成26年）              | 441 (443)                       | 324 (324)                       | 765 (767)                       |                                 | [ JR 15 ] [ 新幹線 4 ]          |
| 2015年（平成27年）              | 452 (454)                       | 317 (317)                       | 769 (772)                       |                                 | [ JR 16 ] [ 新幹線 5 ]          |
| 2016年（平成28年）              | 454 (460)                       | 316 (316)                       | 771 (777)                       |                                 | [ JR 17 ] [ 新幹線 6 ]          |
| 2017年（平成29年）              | 455 (462)                       | 318 (318)                       | 774 (781)                       |                                 | [ JR 18 ] [ 新幹線 7 ]          |
| 2018年（平成30年）              | 459 (467)                       | 328 (328)                       | 788 (796)                       |                                 | [ JR 19 ] [ 新幹線 8 ]          |
| 2019年（令和元年）              | 432 (442)                       | 328 (328)                       | 760 (771)                       |                                 | [ JR 20 ] [ 新幹線 9 ]          |
| 2020年（令和02年）              | 145 (151)                       | 358 (358)                       | 503 (509)                       | −33.8%                          | [ JR 21 ] [ 新幹線 10 ]         |
| 2021年（令和03年）              | 177 (186)                       | 362 (362)                       | 539 (548)                       | 7.2%                            | [ JR 22 ] [ 新幹線 11 ]         |
| 2022年（令和04年）              | 267 (282)                       | 368 (368)                       | 636 (651)                       | 17.8%                           | [ JR 23 ] [ 新幹線 12 ]         |
| 2023年（令和05年）              | 335 (351)                       | 372 (372)                       | 708 (723)                       | 111.7%                          | [ JR 24 ] [ 新幹線 1 ]          |

### IGRいわて銀河鉄道
IGRいわて銀河鉄道によると、2024年度（令和6年度）の1日平均乗降人員は580人である。
2002年度（平成14年度）以降の推移は以下のとおりである。
| 1日平均乗降人員推移（IGRいわて銀河鉄道） | 1日平均乗降人員推移（IGRいわて銀河鉄道） | 1日平均乗降人員推移（IGRいわて銀河鉄道） | 1日平均乗降人員推移（IGRいわて銀河鉄道） | 1日平均乗降人員推移（IGRいわて銀河鉄道） | 1日平均乗降人員推移（IGRいわて銀河鉄道） | 1日平均乗降人員推移（IGRいわて銀河鉄道） |
| 年度                                     | 定期                                     | 定期                                     | 定期                                     | 定期外                                   | 合計                                     | 出典                                     |
| 年度                                     | 通勤                                     | 通学                                     | 合計                                     | 定期外                                   | 合計                                     | 出典                                     |
| ---------------------------------------- | ---------------------------------------- | ---------------------------------------- | ---------------------------------------- | ---------------------------------------- | ---------------------------------------- | ---------------------------------------- |
| 2002年（平成14年）                       | 146                                      | 485                                      | 631                                      | 595                                      | 1,226                                    | [ IGR 2 ]                                |
| 2003年（平成15年）                       | 106                                      | 525                                      | 631                                      | 691                                      | 1,322                                    | [ IGR 3 ]                                |
| 2004年（平成16年）                       | 95                                       | 509                                      | 604                                      | 351                                      | 955                                      | [ IGR 4 ]                                |
| 2005年（平成17年）                       | 94                                       | 465                                      | 559                                      | 334                                      | 893                                      | [ IGR 5 ]                                |
| 2006年（平成18年）                       | 120                                      | 401                                      | 521                                      | 308                                      | 829                                      | [ IGR 6 ]                                |
| 2007年（平成19年）                       | 121                                      | 378                                      | 499                                      | 295                                      | 794                                      | [ IGR 7 ]                                |
| 2008年（平成20年）                       | 136                                      | 387                                      | 523                                      | 309                                      | 832                                      | [ IGR 8 ]                                |
| 2009年（平成21年）                       | 133                                      | 364                                      | 497                                      | 293                                      | 790                                      | [ IGR 9 ]                                |
| 2010年（平成22年）                       | 126                                      | 369                                      | 495                                      | 264                                      | 759                                      | [ IGR 10 ]                               |
| 2011年（平成23年）                       | 144                                      | 368                                      | 512                                      | 247                                      | 759                                      | [ IGR 11 ]                               |
| 2012年（平成24年）                       | 169                                      | 418                                      | 587                                      | 260                                      | 847                                      | [ IGR 12 ]                               |
| 2013年（平成25年）                       | 181                                      | 424                                      | 605                                      | 260                                      | 865                                      | [ IGR 13 ]                               |
| 2014年（平成26年）                       | 189                                      | 434                                      | 623                                      | 254                                      | 877                                      | [ IGR 14 ]                               |
| 2015年（平成27年）                       | 208                                      | 407                                      | 615                                      | 254                                      | 869                                      | [ IGR 15 ]                               |
| 2016年（平成28年）                       | 197                                      | 431                                      | 628                                      | 250                                      | 878                                      | [ IGR 16 ]                               |
| 2017年（平成29年）                       | 166                                      | 372                                      | 538                                      | 227                                      | 765                                      | [ IGR 17 ]                               |
| 2018年（平成30年）                       | 157                                      | 338                                      | 495                                      | 226                                      | 721                                      | [ IGR 18 ]                               |
| 2019年（令和元年）                       | 162                                      | 324                                      | 486                                      | 208                                      | 694                                      | [ IGR 19 ]                               |
| 2020年（令和02年）                       | 127                                      | 290                                      | 417                                      | 133                                      | 550                                      | [ IGR 20 ]                               |
| 2021年（令和03年）                       | 127                                      | 318                                      | 445                                      | 141                                      | 586                                      | [ IGR 21 ]                               |
| 2022年（令和04年）                       | 100                                      | 335                                      | 435                                      | 155                                      | 590                                      | [ IGR 22 ]                               |
| 2023年（令和05年）                       | 120                                      | 297                                      | 417                                      | 174                                      | 591                                      | [ IGR 23 ]                               |
| 2024年（令和06年）                       | 136                                      | 263                                      | 400                                      | 180                                      | 580                                      | [ IGR 1 ]                                |

## 駅周辺

### 東口
- 岩手県立福岡高等学校
- JRバス東北二戸支店
- 全国酪農業協同組合連合会北福岡工場
- 二戸警察署
- 二戸市シビックセンター
- 二戸市立図書館
- 二戸市役所石切所出張所
- 二戸市立石切所小学校
- ウメダドラッグストアー
- 盛岡信用金庫二戸支店二戸駅前出張所（ATMのみ。かつてはATM周辺の敷地はアイックス店舗であったが、同店は倒産し建物も撤去された）
- 二戸駅前郵便局
- 二戸市役所
- 二戸郵便局
- 東北農政局岩手農政事務所二戸庁舎
- 岩手県道114号二戸停車場線
  - 岩手県道274号二戸一戸線

### 西口
- 岩手県立福岡工業高等学校
- なにゃーと（駅隣接）
  - カシオペアFMスタジオ
  - 岩手銀行（幹事）・東北銀行・北日本銀行・盛岡信用金庫共同ATMコーナー
- 岩手県道6号二戸五日市線
  - 国道4号

## バス路線
東口バスのりばについては、新たに整備されたバスロータリーを2023年10月1日より使用開始している。
| のりば | 運行事業者                        | 行先                                                                                      |
| 東口   | 東口                              | 東口                                                                                      |
| ------ | --------------------------------- | ----------------------------------------------------------------------------------------- |
| 1      | JRバス東北                        | - スワロー号：久慈駅方面 - 軽米線：県立二戸病院・仁左平・金田一温泉センター・軽米病院方面 |
| 2      | JRバス東北                        | - 二戸線：浄法寺方面 - 一戸線・小鳥谷線：一戸病院・小鳥谷駅・葛巻方面                     |
| 3      | 二戸市バス                        | 上斗米・大平原方面                                                                        |
| 4      | 岩手県北バス                      | - 伊保内営業所 - イコオショピングセンター・奥中山高原・いわて子どもの森方面               |
| 西口   |                                   |                                                                                           |
| －     | - 岩手県北バス - フジエクスプレス | 高速「岩手きずな号」：東京方面                                                            |
| －     | 岩手県北バス                      | 一戸方面                                                                                  |

## 隣の駅
※新幹線の停車駅は各列車記事を参照のこと。
東日本旅客鉄道（JR東日本）
 東北・北海道新幹線
いわて沼宮内駅 - 二戸駅 - 八戸駅
IGRいわて銀河鉄道
■いわて銀河鉄道線
一戸駅 - 二戸駅 - 斗米駅

### 記事本文